# Pawsonia saxicola
Grand lèche-doigts blanc
Genre
Espèce
Pawsonia saxicola est un genre d'holothuries (concombres de mer) de la famille des Cucumariidae, la seule espèce du genre Pawsonia. Elle est parfois appelée « Grand lèche-doigts blanc ».

## Description et caractéristiques
Ce sont des concombres de mer sessiles et cryptiques, dont le corps est généralement dissimulé dans une anfractuosité, ne laissant dépasser que la bouche et les grands tentacules arborescents qui l'entourent. Ceux-ci lui servent à capturer le plancton et la matière organique qui dérive dans le courant ; pour s'en nourrir, ces bras se rapportent cycliquement à la bouche, d'où le nom vernaculaire de « lèche-doigts ».
Cette holothurie est d'un blanc plus ou moins sale, de forme tubulaire mais généralement arquée, avec des verrucosités qui lui donnent parfois un aspect de cornichon (en fait les podia dorsaux rétractés). Elle peut mesurer jusqu'à 15 cm de long (pour 2-3,5 cm de diamètre), et est parcourue longitudinalement par cinq rangées de podia disposés en zigzags. Ses 10 tentacules dendritiques sont généralement noirs mais s'éclaircissant vers les pointes (plus rarement l'inverse), et peuvent mesurer jusqu'à 10 cm de long ; ils sont rapidement rétractables en cas de menace.

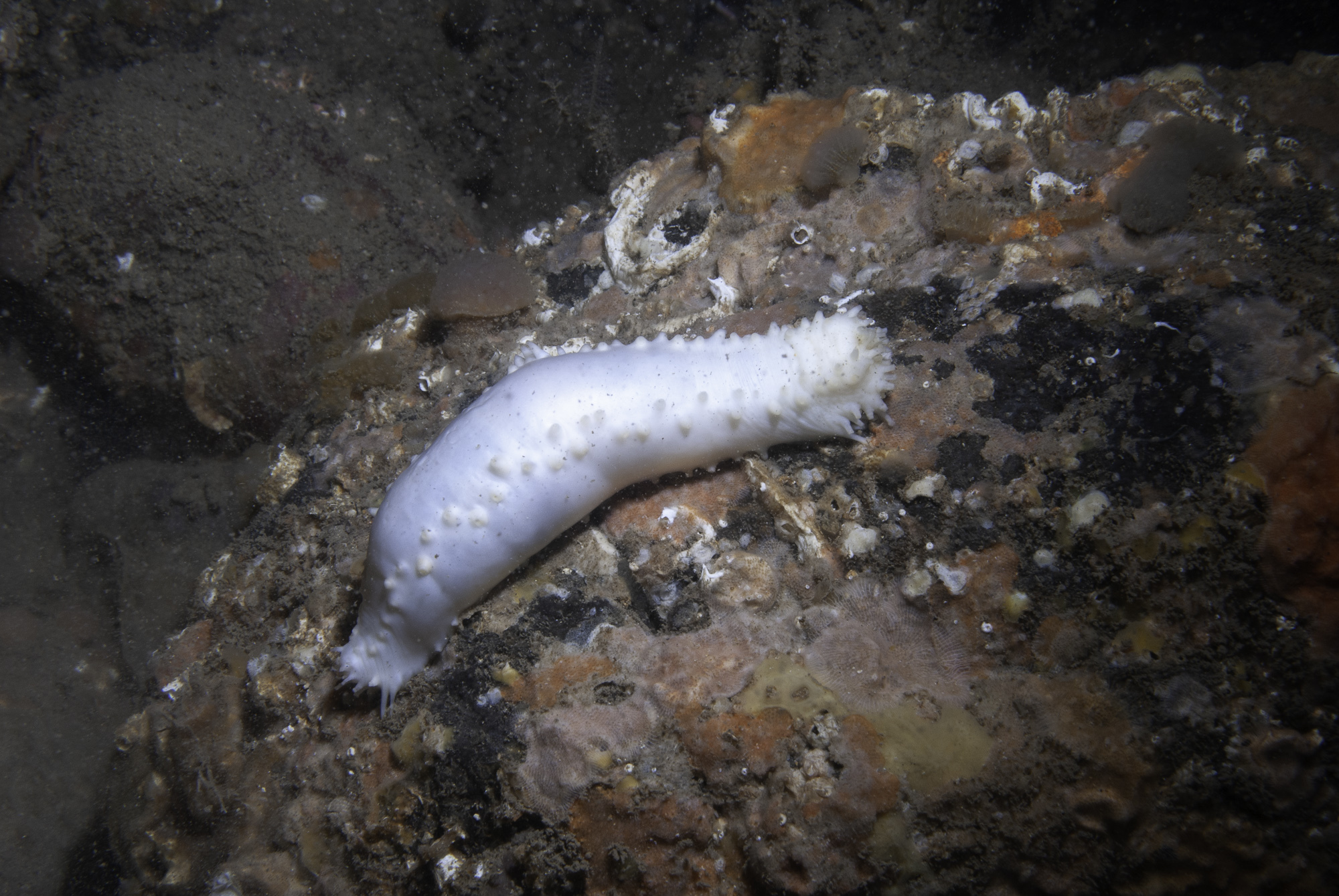
Corps.
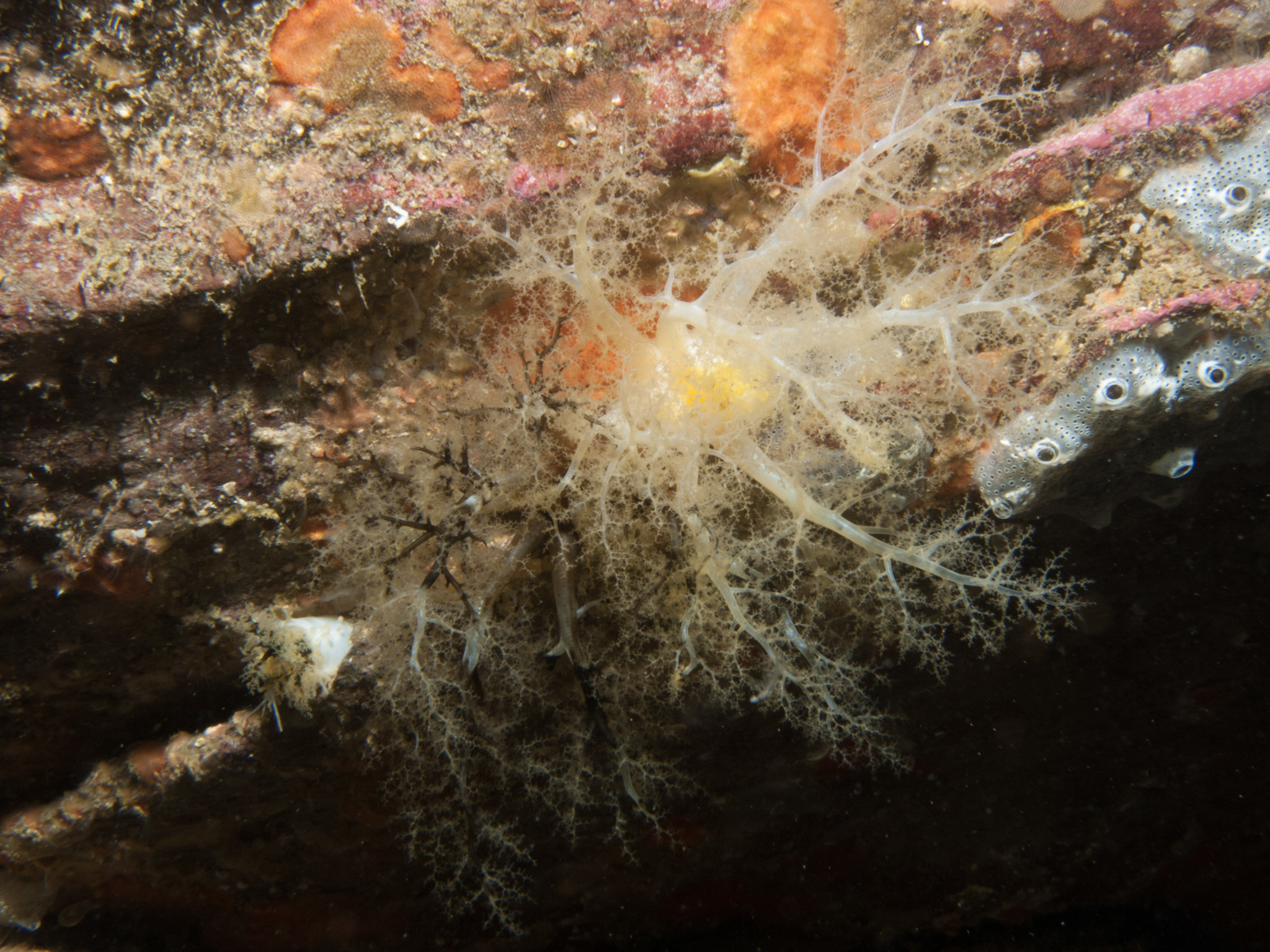
Tentacules buccaux.

On peut confondre, dans l'Atlantique, cette espèce avec Aslia lefevrei (au corps plus foncé et aux tentacules parfois légèrement orangés) ou Ocnus lacteus (plus petit, tentacules jaunâtres, dissimulant rarement son corps), tous deux normalement absents de Méditerranée, et en Méditerranée avec Ocnus planci (bien plus abondant, corps et base des tentacules bruns). 

## Habitat et répartition
Cette espèce se rencontre de manière discontinue en Atlantique nord-est (des îles Britanniques aux Açores), ainsi que, plus rarement, en Méditerranée occidentale (mais pas en Méditerranée française). 
Cette espèce fuit la lumière, et se trouve généralement dans des anfractuosités sombres, sous des roches ou dans des grottes.

Cette espèce se rencontre entre la surface et une cinquantaine de mètres de profondeur, mais seulement entre 50 et 80 m de fond en Méditerranée.

## Écologie et comportement
Comme toutes les espèces de son ordre, cette holothurie se sert de ses grands tentacules arborescents pour capturer le plancton et la matière organique qui dérive dans le courant ; pour s'en nourrir, ces bras se rapportent cycliquement à la bouche, d'où le nom vernaculaire de « lèche-doigts ».